# Paul Haupt
Hermann Hugo Paul Haupt (né à Görlitz le 25 novembre 1858 et mort à Baltimore, Maryland le 15 décembre 1926) est un érudit sémitique, l'un des pionniers de l'assyriologie aux États-Unis.

## Biographie
Paul Haupt étudie aux universités de Berlin et de Leipzig. En 1880, il devient Privat-docent à l'université de Göttingen et de 1883 à 1889 il est professeur adjoint d'assyriologie. En 1883, il devient professeur de langues sémitiques à l'université Johns-Hopkins, et continue à donner des conférences en été à Göttingen jusqu'en 1889.
Il introduit le principe des néogrammaires dans la philologie sémitique et découvre la langue sumérienne en 1880 .
En plus de nombreux articles, il projette et édite la Bible polychrome, une édition critique du texte hébreu de l'Ancien Testament, et une nouvelle traduction en anglais avec des notes. Une caractéristique de cette édition est l'utilisation de différentes couleurs pour distinguer les diverses sources et parties constitutives des livres de l'Ancien Testament, chacune étant confiée à un spécialiste des études bibliques.
Il est rédacteur en chef adjoint de Hebräer. En 1881, il devient co-éditeur avec Friedrich Delitzsch de la Beiträge zur Assyriologie und semitischen Sprachwissenschaft publiée à Leipzig.
Haupt reçoit le doctorat honorifique en droit (LL. D) de l'université de Glasgow en juin 1901.

## Publications
- Der keilinschriftliche Sintfluthbericht (1881)
- Akkadische und sumerische Keilschrifttexte (1881–82)
- Die akkadische Sprache (1882)
- Sumerische Familiengesetze (1883)
- Nimrodepos (the Gilgamesh epic, 1884–1891)

Il publie des textes critiques avec des notes sur : 
- Cantique (1902)
- Ecclésiaste (1905)
- Ecclésiaste (1905)
- Nahum (1907)
- Esther (1908)
- Livre de Michée (1910)
- Biblische Liebeslieder (1907)
- Die Schlacht von Taanach, in Studien... Wellhausen gewidmet (1914)